# Celtic Woman: Home For Christmas
Home For Christmas (traducida al español: Hogar para Navidad o En Casa esta Navidad) es el octavo álbum de estudio de la agrupación femenina Celtic Woman, publicado el 9 de octubre de 2012. Es el tercer álbum navideño lanzado por el grupo, pero el segundo que se encuentra ampliamente disponible para su venta a nivel internacional.
Las intérpretes del álbum en esta ocasión son Chloë Agnew, Lisa Lambe, Méav Ní Mhaolchatha y la violinista Máiréad Nesbitt, con la participación especial de Susan McFadden en los conciertos. Este es el primer álbum en donde vuelve a participar en el conjunto Méav Ní Mhaolchatha desde su partida de éste en 2007 después de la publicación del DVD del especial de PBS, Celtic Woman: A Christmas Celebration. Es también el primer álbum en donde no participa la cantante Lisa Kelly, quien ha estado presente en todas las producciones musicales del grupo desde sus inicios en 2004, Kelly en aquel momento se encontraba con licencia de maternidad en espera de su cuarto hijo nacido en junio de 2012.
El DVD se publicó el 29 de octubre de 2013, en donde participan Susan McFadden, Lisa Lambe, Méav Ní Mhaolchatha y Máiréad Nesbitt.

## Lista de temas
| Home For Christmas |                                 |                                       |          |  |
| N.º                | Título                          | Intérprete(s)                         | Duración |  |
| 1.                 | «I'll Be Home For Christmas»    | Lisa Lambe                            | 4:12     |  |
| 2.                 | «Hark The Herald Angels Sing»   | Agnew, Ní Mhaolchatha, Lambe, Nesbitt | 5:01     |  |
| 3.                 | «Santa Claus Is Coming To Town» | Agnew, Nesbitt                        | 4:13     |  |
| 4.                 | «Silent Night»                  | Méav Ní Mhaolchatha                   | 3:35     |  |
| 5.                 | «We Three Kings»                | Agnew, Ní Mhaolchatha, Lambe          | 3:37     |  |
| 6.                 | «We Wish You A Merry Christmas» | Agnew, Ní Mhaolchatha, Lambe, Nesbitt | 3:37     |  |
| 7.                 | «What Child Is This»            | Ní Mhaolchatha, Nesbitt               | 4:31     |  |
| 8.                 | «Adeste Fideles»                | Chloë Agnew                           | 4:20     |  |
| 9.                 | «Winter Wonderland»             | Agnew, Ní Mhaolchatha, Lambe, Nesbitt | 2:51     |  |
| 10.                | «Mary's Boy Child»              | Agnew, Ní Mhaolchatha, Lambe          | 3:07     |  |
| 11.                | «Auld Lang Syne»                | Lisa Lambe                            | 3:27     |  |
| 12.                | «Joy To the World»              | Agnew, Ní Mhaolchatha, Lambe          | 2:55     |  |
| 45:32              |                                 |                                       |          |  |

### Bonus Tracks en Edición Especial
| Home For Christmas (Special Edition) |                                                        |                                       |          |  |
| N.º                                  | Título                                                 | Intérprete(s)                         | Duración |  |
| 13.                                  | «The First Tree In The Greenwood (The Sans Day Carol)» | Agnew, Ní Mhaolchatha, Lambe, Nesbitt | 3:24     |  |
| 14.                                  | «An Angel»                                             | Agnew, Lambe, Nesbitt                 | 3:36     |  |
| 15.                                  | «In The Bleak Midwinter»                               | Méav Ní Mhaolchatha                   | 3:30     |  |
| 16.                                  | «There Must Be An Angel (Playing With My Heart)»       | Agnew, Lambe, Nesbitt                 | 4:29     |  |
| 60:29                                |                                                        |                                       |          |  |

## DVD
1. Winter Wonderland
2. What Child Is This
3. We Wish You A Merry Christmas
4. I'll Be Home For Christmas
5. Hark The Herald Angels Sing
6. Santa Claus Is Coming To Town
7. We Three Kings
8. Carol Of The Bells
9. O Tannenbaum
10. Silent Night
11. It's Beginning To Look A Lot Like Christmas
12. The Light Of Christmas Morn
13. It Came Upon A Midnight Clear
14. Auld Lang Syne
15. Joy To the World